# Alfred Skene II.
Alfred Skene II., křtěný Alfred Karel Ludvík, (24. srpna 1849 Alexovice – 17. ledna 1917 Vídeň) byl rakouský šlechtic a politik z Moravy, na počátku 20. století poslanec Říšské rady.

## Biografie
Jeho otec Alfred Skene I. byl politikem, stejně jako jeho syn, právník Alfred Skene III. Byl tchánem právníka a správního úředníka Alfreda Fries-Skeneho. Alfred Skene II. vychodil gymnázium ve Vídni a studoval v letech 1867–1868 práva a národohospodářství na Vídeňské univerzitě, pak na Curyšské univerzitě a Berlínské univerzitě. Po smrti svého otce roku 1887 převzal vedení cukrovaru v Přerově. Patřil mu též statek v Pavlovicích zapsaný do zemských desk.
Po mnoho let byl aktivní v politice na komunální i okresní úrovni v Přerově. V letech 1883–1899 a znovu 1904–1910 byl poslancem Moravského zemského sněmu, v prvním období za Stranu ústavověrného velkostatku, pak za moravskou centristickou Stranu středního velkostatku.
V 90. letech 19. století se zapojil i do celostátní politiky. V doplňovacích volbách roku 1899 získal mandát na Říšské radě za velkostatkářskou kurii na Moravě. Nastoupil 29. prosince 1899 místo Zikmunda Berchtolda. Za týž obvod mandát obhájil i ve volbách do Říšské rady roku 1901. Profesně byl k roku 1899 uváděn jako velkostatkář v Pavlovicích u Přerova. V parlamentu byl předsedou výboru pro volební reformy. Podílel se na dojednání moravského vyrovnání. Od roku 1907 zasedal jako doživotní člen Panské sněmovny (jmenovaná horní komora Říšské rady).
Od roku 1899 byl místopředsedou, v letech 1900–1909 pak předsedou moravské zemské zemědělské rady. Roku 1909 byl povýšen na barona (Alfred, Freiherr von Skene).